# Kożuchy Małe (województwo warmińsko-mazurskie)
Kożuchy Małe (niem. Klein Kosuchen) – osada w Polsce położona na Mazurach, w województwie warmińsko-mazurskim, w powiecie giżyckim, w gminie Giżycko.
W latach 1975–1998 miejscowość należała administracyjnie do województwa suwalskiego.